# 五十畑幸勇
五十畑 幸勇（いそはた ゆきお、1941年8月24日 - ）は日本映画の撮影監督。神奈川県出身。

## 経歴
1961年に東宝撮影所の撮影助手として入社。1984年に技師に昇格。主に市川崑監督作品で専属撮影監督として活躍。

## 代表作
| 公開年 | 公開年   | 作品名                 | 制作（配給） | 役職              |
| ------ | -------- | ---------------------- | --- | ----------------- |
| 1965年 | 10月31日 | 大冒険                 | 東宝 | 撮影助手          |
| 1975年 | 7月12日  | 東京湾炎上             | 東宝映画 東宝映像 （東宝）                                                                                         | 撮影助手          |
| 1977年 | 4月2日   | 悪魔の手毬唄           | 東宝映画 （東宝）                                                                                                  | 撮影助手          |
| 1978年 | 8月12日  | 火の鳥                 | 火の鳥プロダクション 東宝映画 （東宝）                                                                             | 撮影助手 色彩計測 |
| 1984年 | 3月17日  | さよならジュピター     | 東宝映画 イオ （東宝）                                                                                             | 撮影助手          |
| 1984年 | 10月6日  | おはん                 | 東宝映画 （東宝）                                                                                                  | 撮影              |
| 1985年 | 12月21日 | 雪の断章 -情熱-        | 東宝映画 （東宝）                                                                                                  | 撮影              |
| 1987年 | 1月17日  | 映画女優               | 東宝映画 （東宝）                                                                                                  | 撮影              |
| 1987年 | 8月1日   | トットチャンネル       | 東宝映画 （東宝）                                                                                                  | 撮影              |
| 1988年 | 5月21日  | つる -鶴-              | 東宝映画 （東宝）                                                                                                  | 撮影              |
| 1991年 | 3月16日  | 天河伝説殺人事件       | 角川書店 日テレ よみうりテレビ 電通 IMAGICA 近畿日本鉄道 近鉄百貨店 奈良交通 東京佐川急便 バンダイ 北斗塾 （東映） | 撮影              |
| 1993年 | 11月20日 | 帰って来た木枯し紋次郎 | フジテレビジョン C.A.L （東宝）                                                                                    | 撮影              |
| 1994年 | 10月22日 | 四十七人の刺客         | 日テレ サントリー 東宝映画 （東宝）                                                                                | 撮影              |
| 1996年 | 10月26日 | 八つ墓村               | フジテレビジョン 東宝映画 （東宝）                                                                                 | 撮影              |
| 2000年 | 5月13日  | どら平太               | 毎日放送 読売広告社 日活 （東宝）                                                                                  | 撮影              |
| 2001年 | 11月10日 | かあちゃん             | 映像京都 IMAGICA シナノ企画 日活 （東宝）                                                                          | 撮影              |
| 2006年 | 12月16日 | 犬神家の一族           | 角川ヘラルド映画 日本映画ファンド TBS オズ ソニー・ミュージックエンタテインメント Yahoo! JAPAN （東宝）            | 撮影              |